# ふうけもん
『ふうけもん』は、2008年に製作された日本映画。翌2009年に公開が予定されていたが直前に中止となり、紆余曲折を経て、2014年に各地の市民ホールの巡回上映の形で一般公開が行われた。

## 概要
便利屋の元祖である右近勝吉をモデルとする、実話を基にした映画。裏社会を生きていた男が心機一転、世間の雑用代行業＝便利屋を始める。タイトルの「ふうけもん」とは、佐賀弁で「馬鹿者」「怠け者」「頑固者」という意味である。便利屋稼業のふうけもん、主人公・江頭右京（中村雅俊）を通じて、家族とは、友情とは、信頼、許しとはといった根源的なテーマが織り込まれている。
『釣りバカ日誌』シリーズの前期作品を監督した栗山富夫の監督、中村雅俊の主演による。
キャッチコピーは「こころにあたたかい感動を」。

## 一般公開までの経緯
2009年1月17日より全国東映系で公開される予定だったが、2008年12月15日、東映は製作者側の諸事情を原因に公開中止を発表した。製作会社のJ&K INTERNATIONALは「本編の撮影は無事終了したが、リーマン・ショック問題などでスポンサーが撤退し、製作費が不足したことによりタイトルやエンドロールなどのポスプロ作業ができず、期日までに完成フィルムを東映側に納品できなかった」ことが原因としていた。
その後、2009年12月10日に追加撮影が開始され、2010年3月にクランクアップした。2010年5月に「0号試写会」を行った後、進展が滞っていたが、2012年9月14日に東京現像所虎ノ門試写室にて、監督の栗山富夫同席のもとで2回目の試写会が行われた。
その後も公開未定の状態が続いていたが、出演者の梅津正彦が2013年7月23日に逝去したことに伴い追慕試写会が企画され、同年11月14日と11月15日にはよみうりホールで試写会が行なわれた。
2014年1月には神戸、2月には佐賀、5月には大阪で試写会が行われ、平日にもかかわらず連日開場1時間前に行列ができるなど、大きな反響を呼んだ。8月2日には山形県酒田市にて梅津正彦の一周忌メモリアル試写会が行われた。
2014年9月1日から全国でのホール上映が始まり、12月17日の沖縄上映まで、栗山監督と共に日本全国での縦断上映が行われた。2015年1月10日の東京上映会で全国上映を終了し、総勢3万人を超える観客動員を達成した。その後も全国からの要望により、2015年4月から各地でアンコール上映を実施してきた。

## ストーリー
若さゆえの過ちで人の道を踏み外し生きていた江頭右京（中村雅俊）は心機一転、依頼された仕事は何でもやる便利屋“右京サービス”を創業する。
便利屋の仕事の依頼は様々で庭の手入れ、ドブさらいから、犬の散歩、時には、死体の処理、孤独な老人の話相手、また幸せな結婚式の代理父から悲しみの告別式会場まで。
人に優しく、人のためになんでもやり、人に愛される男、便利屋・右京の背負い続ける悲しい過去とは…。
そして家族が悩み、仲間が苦しみ、誰もが忘れてしまった大切なもの。
家族間の埋めがたい隙間、現代社会が抱える寂しさや歪みが、便利屋家業を通して浮きぼりになっていく。

## スタッフ
- 監督：栗山富夫
- 脚本：国分洋、栗山富夫
- 原作：右近勝吉『人のために人となる人』（サンマーク出版）
- 音楽：かしぶち哲郎
- 撮影：川上皓市
- 照明：河合稔
- 録音：弦巻裕
- 美術：小澤秀高、菊地章雄
- 装飾：西渕浩祐
- 編集：川島章正
- 助監督：高坂勉
- プロデューサー：金テレサ（金珍姫）
- 企画・製作：J&K INTERNATIONAL

## キャスト
- 江頭右京（ふうけもん）：中村雅俊
- 妻・美咲：浅野ゆう子
- 娘・紫苑：垣内彩未
- 中村玉緒
- 河相我聞
- 藤村俊二
- 哀川翔
- 本田博太郎
- 松田悟志
- 竹脇無我
- 竹中直人
- 笹野高史
- 矢野浩二（在北京日本人俳優）
- 村井良大
- 阿部百合子